# Tito
Tito Flávio César Vespasiano Augusto (em latim Titus Flavius Caesar Vespasianus Augustus; Roma, 30 de dezembro de 39 – Roma, 13 de setembro de 81) foi imperador romano entre os anos de 79 e 81. Foi o filho mais velho e sucessor de Vespasiano.
Antes de ser proclamado imperador, alcançou renome como comandante militar ao servir sob as ordens do seu pai na Judeia, durante o conflito conhecido como primeira guerra judaico-romana (67–70). Essa campanha sofreu uma breve pausa após a morte do imperador Nero (9 de junho de 68), quando Vespasiano foi proclamado imperador pelas suas tropas (21 de dezembro de 69). Nesse ponto, Vespasiano iniciou a sua participação no conflito civil que assolou o império durante o ano da sua nomeação como imperador, conhecido como o ano dos quatro imperadores. Após essa nomeação, recaiu sobre Tito a responsabilidade de acabar com os judeus sediciosos, tarefa realizada satisfatoriamente após sitiar e destruir Jerusalém (70), cujo templo foi demolido no incêndio. A sua vitória foi recompensada com um triunfo e comemorada com a construção do Arco de Tito. Seu pai o associou, a partir de 71, ao poder tribunício.
Sob o reinado do seu pai, Tito coletou receios entre os cidadãos de Roma devido ao seu serviço como prefeito do corpo de guarda-costas do imperador, conhecido como a guarda pretoriana, bem como devido à sua intolerável relação com a rainha Berenice da Cilícia. Apesar dessas faltas à moral romana, Tito governou com grande popularidade após a morte de Vespasiano a 23 de junho de 79 e é considerado como um bom imperador por Suetônio e outros historiadores contemporâneos.
O mais importante do seu reinado foi o seu programa de construção de edifícios públicos em Roma. A enorme popularidade de Tito também foi devida à sua grande generosidade com as vítimas dos desastres que sofreu o império durante o seu breve reinado: a erupção do Vesúvio em 79 e o incêndio de Roma em 80. Após dois anos no cargo, Tito faleceu sofrendo de febre, a 13 de setembro de 81. A grande popularidade de Tito fez com que o senado o deificasse.
Prometia ser um imperador à altura do seu pai, mas o seu breve reinado foi marcado por catástrofes. Em 24 de agosto de 79, o vulcão Vesúvio destruiu as cidades de Pompeia e Herculano e, em 80, Roma foi de novo consumida por um incêndio. Estabeleceu um governo indulgente, respeitando os privilégios do senado e realizando grandes obras públicas. Uma das ações mais importantes como imperador foi inaugurar, em 80, a obra que seu pai, Vespasiano, iniciara, o Anfiteatro Flaviano, conhecido habitualmente como Coliseu, embora esse ainda estivesse incompleto. Tito foi sucedido por seu irmão menor, Domiciano.

## Juventude

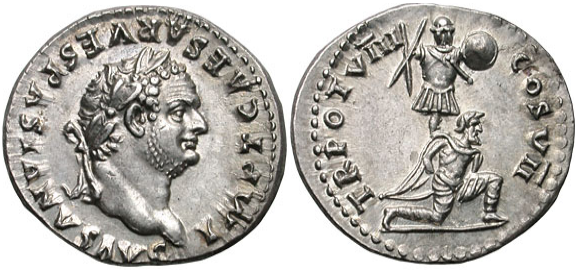
Denário com o rosto de Tito

Tito era filho primogénito de Vespasiano e Domitila, a Maior e nasceu em Roma no dia 30 de dezembro de 39. Tito teve uma irmã chamada Domitila, a Menor e um irmão, chamado Tito Flávio Domiciano, conhecido habitualmente apenas com o nome de Domiciano.
As décadas de guerra civil durante o século I a.C. contribuíram enormemente para o decaimento da velha aristocracia de Roma, que fora gradualmente substituída no poder por uma nova nobreza provincial durante a primeira parte do século I. A família Flávia surgiu da obscuridade na dinastia júlio-claudiana, adquirindo a riqueza e influência necessárias para chegar ao poder. O bisavô de Tito, Tito Flávio Petro, serviu como centurião sob Pompeu durante a Segunda Guerra Civil da República Romana. A sua carreira militar terminou quando Pompeu sofreu uma derrota esmagadora às mãos de Júlio César na Batalha de Farsalos (48 a.C.)
Contudo, Petro conseguiu melhorar a sua situação casando-se com uma nobre sumamente rica, cuja fortuna garantiu a ascensão do filho de ambos, Tito Flávio Sabino I, o avô de Tito. O mesmo Sabino amealhou uma grande riqueza como arrecadador de impostos na província da Ásia e como banqueiro na Helvécia. Casando-se com Vespásia Pola aliou-se com uma das famílias patrícias de maior ascendência aristocrática. A riqueza e a linhagem de Vespásia Pola e Tito Flávio Sabino I garantiram a ascensão dos seus filhos, Vespasiano e Tito Flávio Sabino II, à classe senatorial.
A carreira política de Vespasiano incluiu os cargos de questor, edil, pretor, e culminou em um consulado em 51, o ano em que nasceu Domiciano. O pouco que se conhece da juventude de Tito chegou até a atualidade através dos escritos de Suetônio. O historiador relata que o futuro imperador foi criado na corte imperial junto a Britânico, o filho do imperador Cláudio, que seria assassinado por Nero em 55. Poucos detalhes chegaram sobre a sua educação, mas aparentemente mostrou pronto uma grande inclinação pelas artes militares, era um poeta experto e um grande orador tanto em grego quanto em latim.

## Carreira militar

Província da Judeia durante o século I

Tito serviu como tribuno militar na Germânia entre 57 e 59 e na Britânia (60) chegando com os reforços necessários após a revolta de Boadiceia. Em 63 regressou para Roma e casou-se com Arrecina Tértula, filha de Marco Arrecino Clemente, um antigo prefeito da guarda pretoriana na época de Calígula. A mulher de Tito faleceria em 65. e este tomou uma nova mulher chamada Márcia Funila que pertencia a uma família aristocrática. Porém, essa família era disposta a unir-se à oposição ao imperador Nero. O seu tio Quinto Márcio Bareia Sorano e a sua filha Servília faleceram após a fracassada conspiração de Caio Calpúrnio Pisão em 65. Alguns historiadores modernos teorizam que Tito se divorciou da sua esposa devido à conexão da sua família com a conspiração. Não voltou a casar-se de novo. Tito parece ter tido muitas filhas, uma delas chamada Márcia Furnila. A única que chegou à idade adulta foi Júlia Flávia, que pode ser filha de Arrecina, pois a mãe desta também se chamava Júlia. Durante esse período Tito dedicou-se à justiça, sendo questor.

### Campanha da Judeia
Em 66, os judeus da província de Judeia rebelaram-se contra o Império Romano. Caio Céstio Galo, o governador da província da Síria, foi derrotado na Batalha de Beth-Horon e forçado a se retirar de Jerusalém. O rei pró-romano Herodes Agripa II e a sua irmã Berenice fugiram para a Galileia. Nero designou Vespasiano para esmagar a rebelião, este marchou imediatamente à região com a V e X legiões. Vespasiano uniu-se a Tito e à XV legião em Acre. Com uma força de 60 mil soldados profissionais, os romanos dispuseram-se a varrer a rebelião através de Galileia e marchar sobre Jerusalém.
A guerra foi relatada pelo historiador judeu-romano Flávio Josefo na sua obra “A Guerra dos Judeus”. Josefo serviu como comandante na defesa da cidade de Jotapata quando o exército romano invadiu a Galileia em 67. Após um duro sítio de 47 dias, a cidade caiu, deixando cerca de 40 mil prisioneiros, que foram assassinados, enquanto o restante dos resistentes se suicidaram. O próprio Josefo rendeu-se a Vespasiano, que o liberou ao observar a sua inteligência. Durante 68, toda a costa e o norte da Judeia caíram sob o controle romano. Essa expedição serviu para que Tito se distinguisse como um general competente.

### Ano dos quatro imperadores

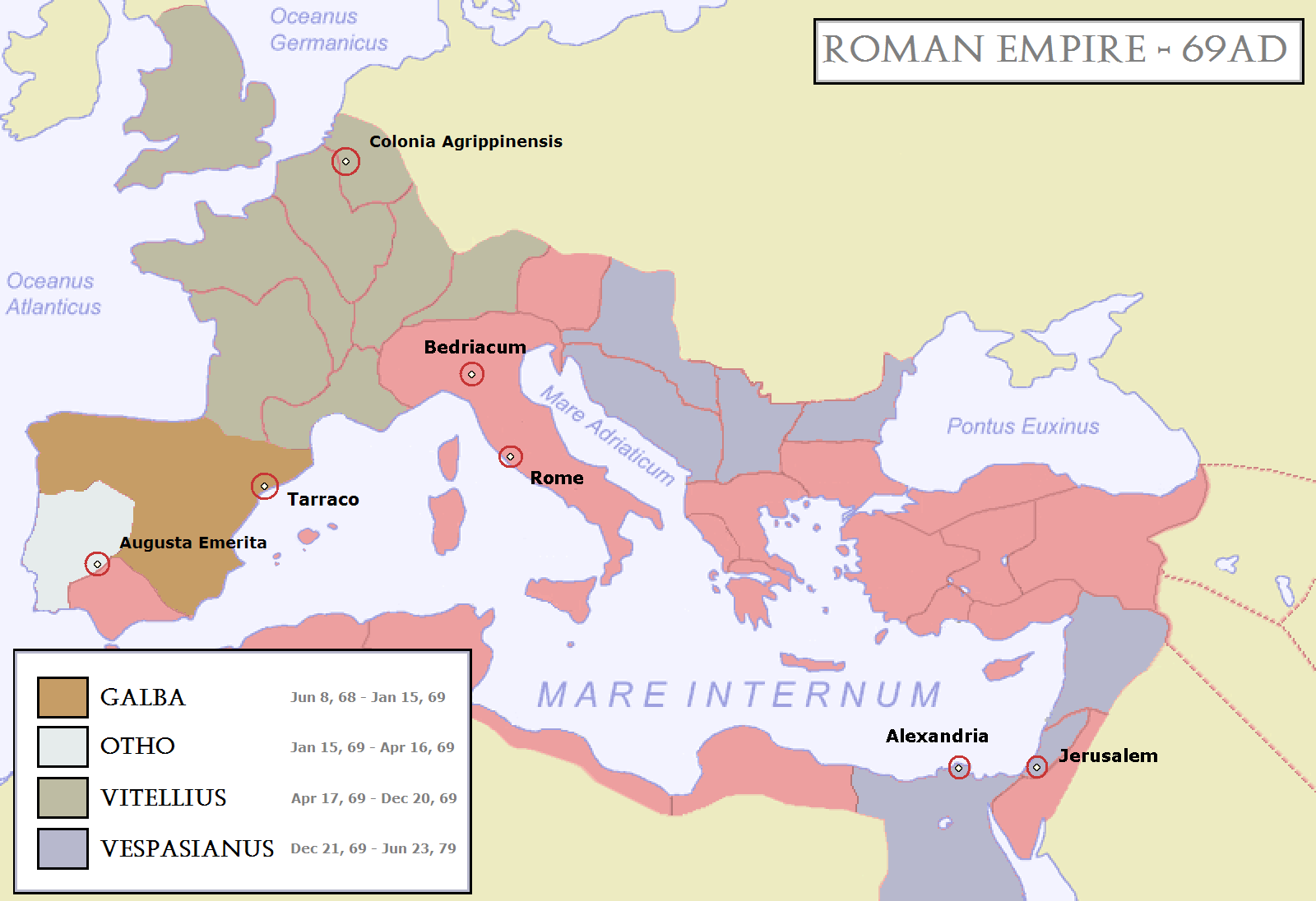
O Império Romano durante o ano dos quatro imperadores (69), com as províncias leais a Vespasiano em azul

A última e importante fortaleza que resistia era a cidade judaica de Jerusalém. Contudo, a campanha sofreu uma pausa quando chegaram notícias de Roma da morte do imperador Nero e da nomeação de Galba pelo senado como sucessor. Vespasiano decidiu enviar Tito a apresentar os seus respeitos ao novo imperador. Contudo, quando Tito se aproximava da cidade, recebeu notícias da morte de Galba e da nomeação de Otão como sucessor, além da marcha para Roma desde a Germânia de Vitélio. Não querendo arriscar-se a ser capturado por nenhum dos dois bandos, Tito cancelou a viagem e voltou a unir-se ao seu pai na Judeia.
Enquanto isso, Otão fora derrotado na Primeira Batalha de Bedríaco e suicidara-se tão nobremente que emocionara Roma. Quando chegaram notícias aos exércitos das províncias de Judeia e Egito, esses decidiram nomear Vespasiano como imperador a 1 de julho de 69. Vespasiano aceitou, e mediante intensas negociações levadas por Tito, uniu-se ao governador da Síria, Caio Licínio Muciano, formando uma força muito importante no Oriente. Essa força mudou-se para Roma liderada por Muciano, enquanto Vespasiano marchou para Alexandria, ficando Tito no comando para que acabasse com a rebelião. No fim de 69 as tropas de Vitélio foram derrotadas e o senado declarou Vespasiano como imperador a 21 de dezembro, finalizando desse modo o ano dos quatro imperadores.

### Sítio de Jerusalém

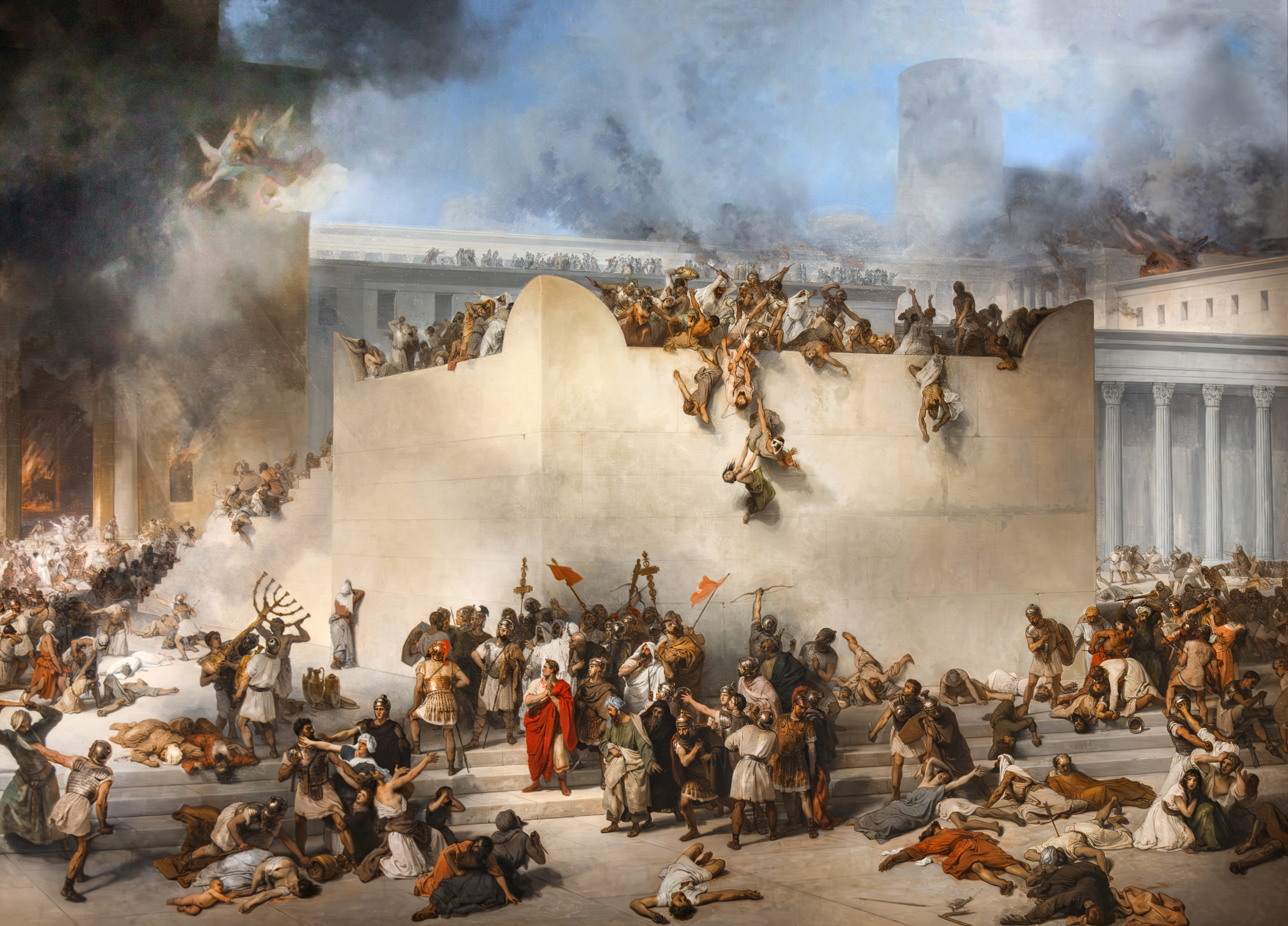
Destruição do Templo de Jerusalém, por Francesco Hayez, na Accademia

Enquanto isso, os judeus encontravam-se num conflito civil entre eles, dividindo a resistência entre os sicários, liderados por Menahem ben Judá e Eleazar ben Ya'ir, e os fanáticos conduzidos por João de Giscala. Tito aproveitou então a oportunidade de começar o assalto sobre Jerusalém. Ao exército romano uniu-se a XII Legião, que fora derrotada sob o comando de Céstio Galo. Desde Alexandria, Vespasiano enviou Tibério Júlio Alexandre para que agisse como segundo de Tito. Tito rodeou a cidade no comando de três legiões (V, XII e XV) sobre o lado oeste e enviou a X legião sobre o Monte das Oliveiras, a leste. Tito cortou os alimentos e a água à cidade, depois permitiu a entrada de alguns judeus para celebrar a Páscoa negando depois a saída. O exército romano era acossado continuamente pelos judeus e numa ocasião esses quase capturaram Tito.
Após as tentativas de Josefo de negociar uma rendição, os romanos retomaram as hostilidades e rapidamente destroçaram as primeiras fases da muralha. Para intimidar a resistência, Tito crucificou os desertores judeus em torno das muralhas. Nessa altura, os judeus estavam a ponto de se renderem por causa da fome e os romanos aproveitaram a debilidade para irromper na cidade após quebrar a última fase da muralha. Os romanos penetraram na cidade, capturaram a Fortaleza Antônia e iniciaram um assalto frontal sobre o Templo de Jerusalém. Segundo Josefo, Tito ordenara que o templo não fosse destruído, porém, durante a batalha pela cidade, um soldado lançou uma tocha para o interior do templo e esse ardeu depressa. O cronista Sulpício Severo, no entanto, afirma que Tito ordenou a destruição do templo.
O templo foi totalmente destruído e a cidade saqueada, após o que os soldados proclamaram-no imperator no campo de batalha. Segundo Josefo, 100 000 pessoas foram assassinadas durante o sítio, desse total a maioria eram judeus. Fontes antigas informam de que 97 mil pessoas foram capturadas e escravizadas, incluindo Simon bar Giora e João de Giscala. Muitos escaparam a locais próximos do Mediterrâneo. Aparentemente Tito recusou aceitar uma "coroa de erva" (condecoração militar romana) alegando que "não há mérito em vencer umas gentes abandonadas pelo seu próprio Deus".

### Herdeiro de Vespasiano

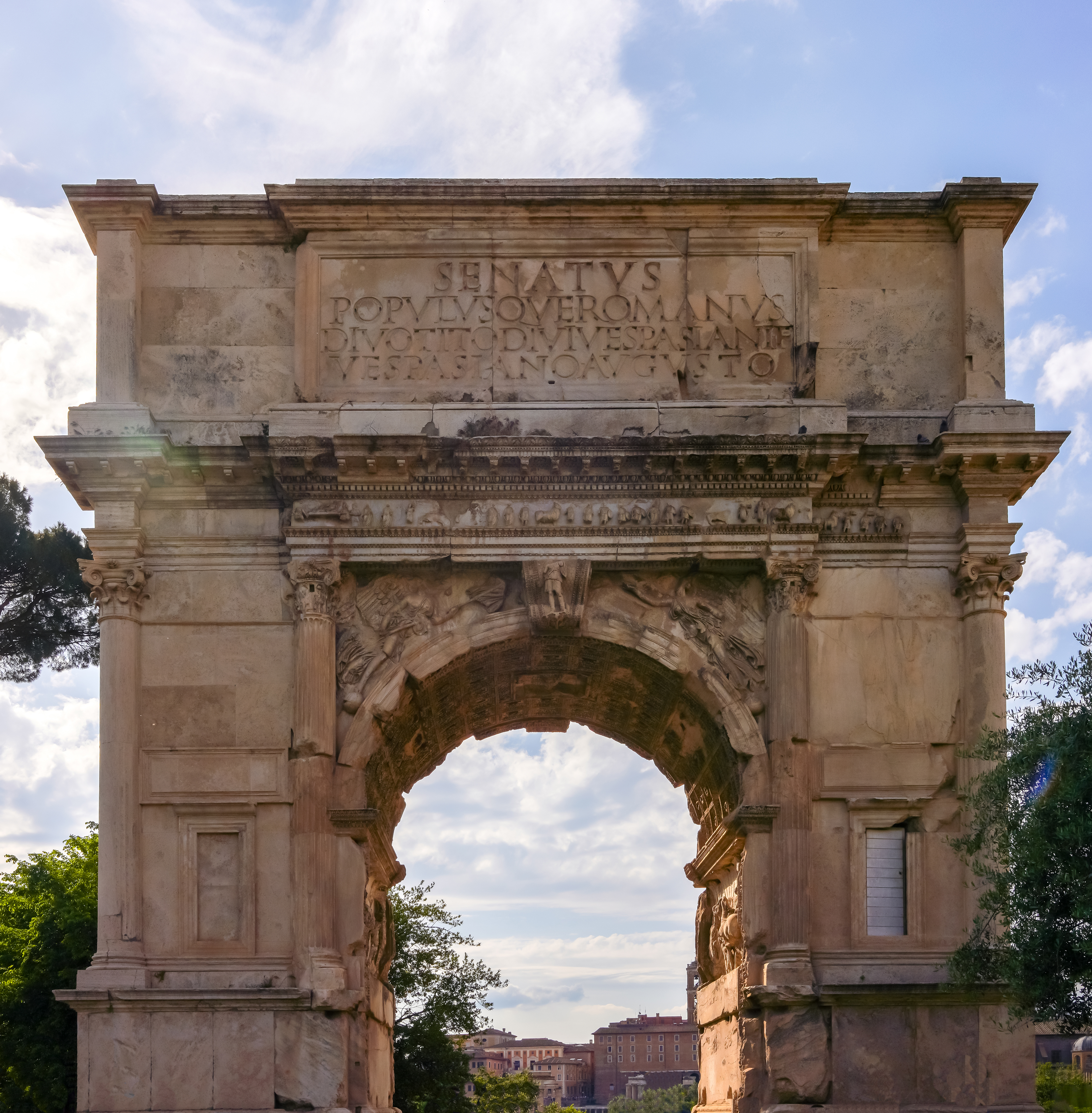
O Arco de Tito, em Roma

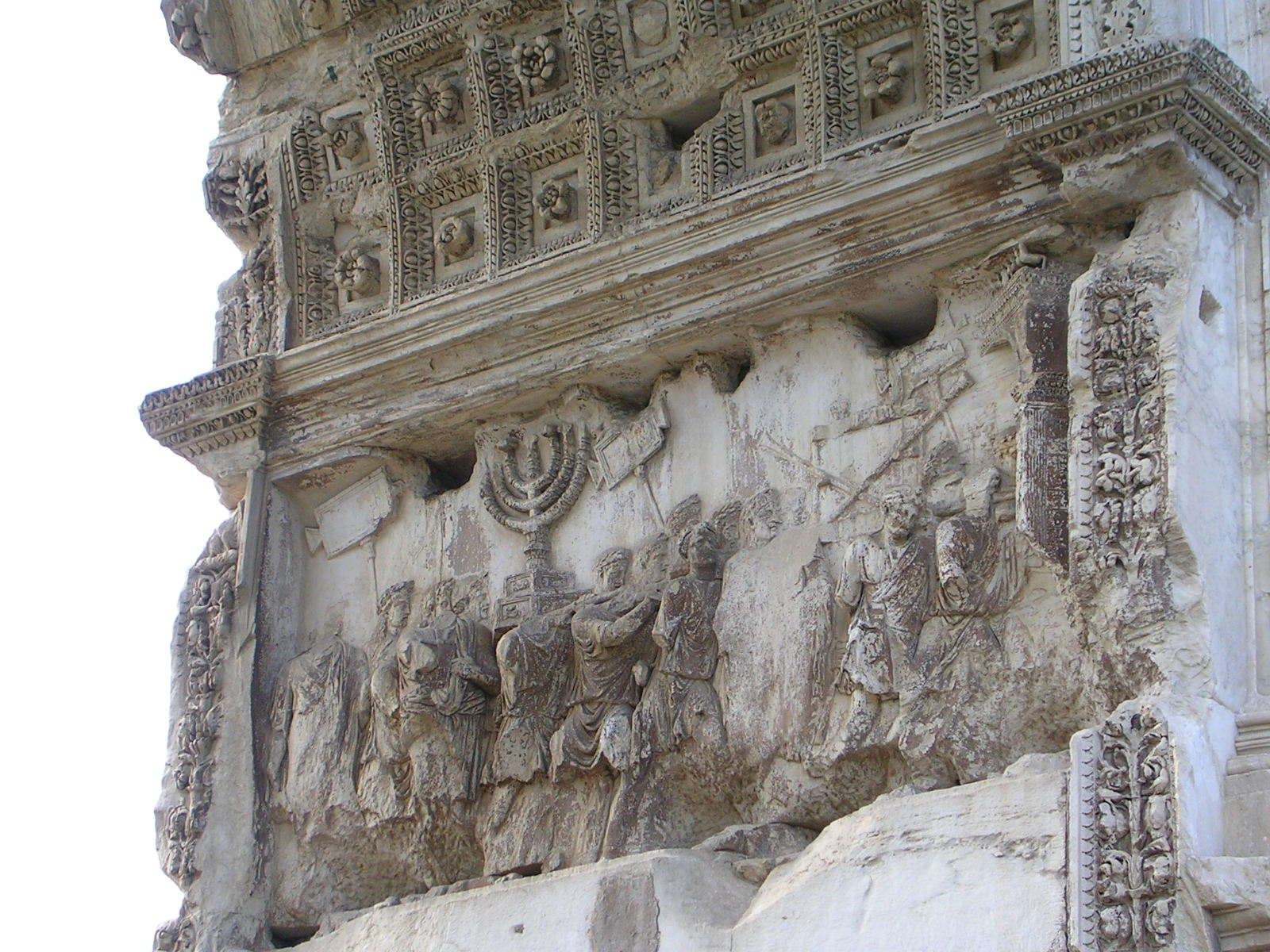
Triunfo de Tito, no Arco de Tito

Incapaz de navegar para a Itália durante o inverno, Tito celebrou uns esplendorosos jogos na Cesareia Marítima e Berytus (atual Beirute), depois viajou para Zeugma do Eufrates, onde se apresentou com uma coroa a Vologases II da Pártia. Visitando Antioquia confirmou os direitos tradicionais dos judeus naquela cidade. No seu caminho para Alexandria, deteve-se em Mênfis onde consagrou o touro sagrado de Ápis portando uma diadema. Esse adorno era para os romanos um símbolo de realeza. Segundo Suetônio, estes fatos causaram uma grande consternação em Roma, onde se temia que se rebelasse contra Vespasiano. Suetônio relata que Tito viajou imediatamente para Roma com o fim de dissipar os rumores sobre a sua conduta. Após a sua chegada à cidade em 71, foi recompensado com um triunfo. Acompanhado por Vespasiano e o seu irmão Domiciano, desfilou a cavalo pela cidade sendo saudado de maneira entusiasta pela população e acompanhado pelos seus tesouros e prisioneiros de guerra. Josefo descreve-o como uma procissão com ingentes quantidades de ouro e prata. A procissão incluía os prisioneiros de guerra e os tesouros do Templo de Jerusalém. Simão Barcoquebas foi executado no Fórum Romano, depois disso, a procissão ufanou-se em realizar os requeridos sacrifícios religiosos no Templo de Júpiter. O Arco do Triunfo de Tito, que fica na entrada do Fórum, comemora a vitória de Tito.
Com Vespasiano declarado imperador, Tito e o seu irmão Domiciano receberam o título de César em nome do senado. Além de compartir o poder tribunício com o seu pai, Tito foi designado cônsul em sete ocasiões durante o reinado do seu pai e atuou como o seu secretário comparecendo em certas ocasiões no senado no seu nome. Tito foi designado comandante da guarda pretoriana, fazendo mais sólida a posição de Vespasiano como monarca legítimo. Contudo Tito tornou-se infelizmente famoso entre a população devido às suas violentas ações ordenando a execução de pessoas suspeitas de traição. Quando em 79 foi descoberto um complô dirigido por Aulo Cecina Alieno e Éprio Marcelo para derrocar a Vespasiano, Alieno foi convidado a uma ceia, na qual foi assassinado por punhaladas no coração.
Durante as revoltas judaicas, Tito iniciou uma relação com Berenice da Cilícia, irmã de Herodes Agripa II, que colaborara com os romanos durante a campanha e depois logo apoiara Vespasiano em seu caminho para o trono. No ano [75, ela voltou junto a Tito e viveu abertamente com ele no palácio como a sua prometida. Os romanos eram cépticos sobre essa relação e a desaprovavam. A pressão do povo fez com que Tito se separasse dela, porém a sua reputação sofreu muito por causa dessa relação.

## Imperador

### Sucessão

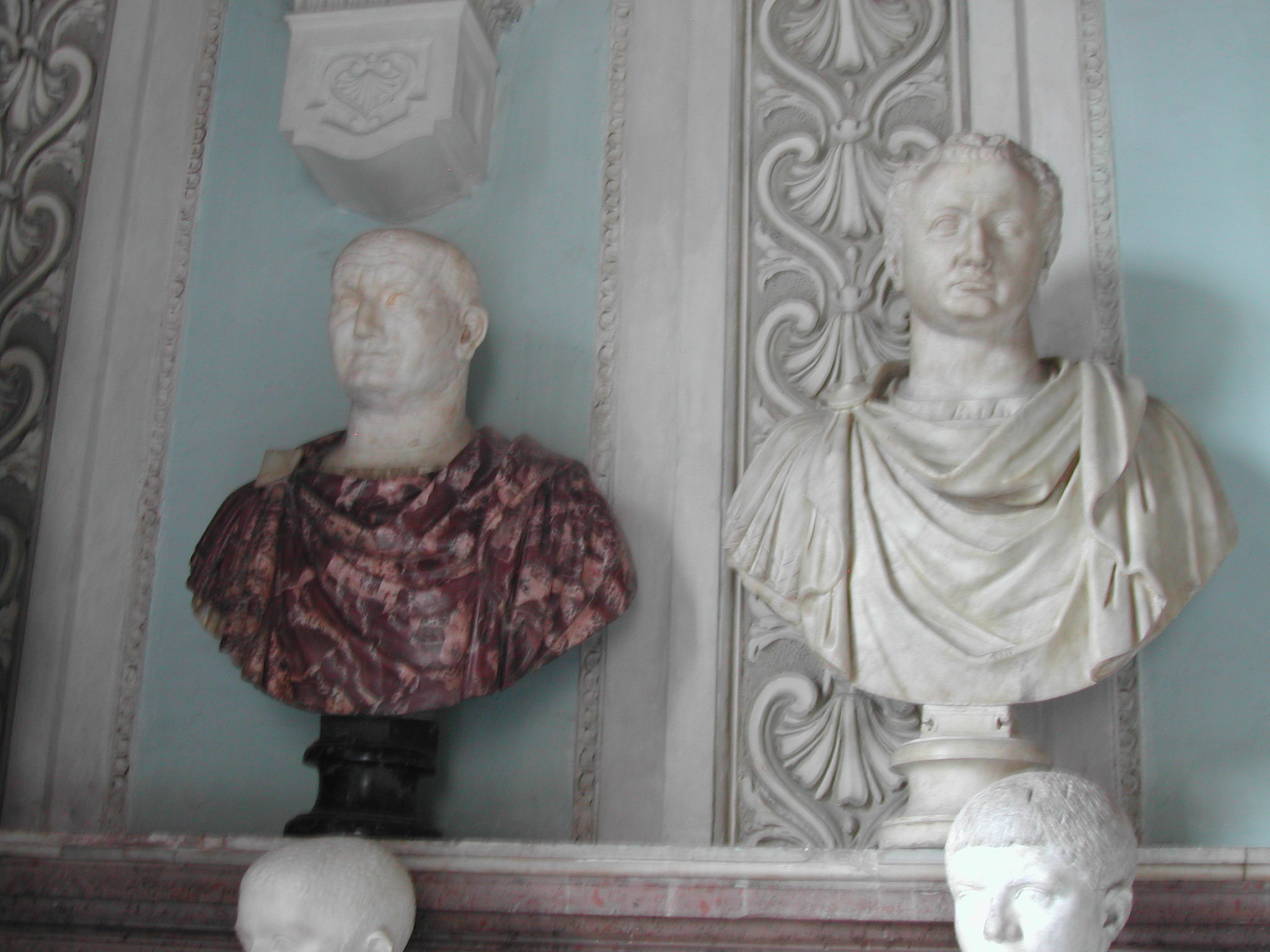
Bustos de Vespasiano (esquerda) e Tito (direita); Museus Capitolinos

Vespasiano faleceu em 23 de junho de 79 por causa de uma infecção e foi sucedido pelo seu filho Tito. Os romanos, por causa dos seus supostos vícios, temiam que Tito se tornasse outro Nero. Contra todos os prognósticos, Tito demonstrou ao povo que era um imperador eficaz e foi muito querido por todos os romanos. Um dos seus primeiros atos como imperador foi ordenar publicamente a suspensão dos juízos baseados em traição. A lei de traição, ou a lei de maestas, a princípio foi usada para processar os que tinham prejudicado as pessoas e a majestade de Roma por qualquer ação revolucionária. Contudo, sob o reinado de César Augusto, essa lei também fora aplicada para condenar os escritos difamatórios. Sob o reinado de Tibério, Calígula e Nero utilizou-se para justificar as execuções, criando uma rede de informantes que fez tremer a administração romana durante décadas. Tito acabou com essa prática, declarando:
| “ | É impossível que eu seja insultado ou ultrajado. Eu nada faço que mereça ser censurado, e não me importam as falsidades que sobre mim sejam escritas. E, quanto aos imperadores que já estão mortos e enterrados, já se vingarão por si mesmos caso alguém lhes fazer algum mal, se em verdade são semideuses e possuem algum poder. | ” |

Portanto, nenhum dos senadores foi assassinado durante o seu reinado. Tito manteve assim a sua promessa de que assumiria o cargo de pontífice máximo (pontifex maximus) com o objetivo de manter as mãos limpas". Os informantes públicos foram castigados e desterrados da cidade. Como imperador, Tito ficou conhecido pela sua generosidade, e Suetônio declara que para compreender que ele não tirara nenhum benefício de ninguém durante um dia inteiro ele comentou, "Amigos, perdi um dia".

### Desafios

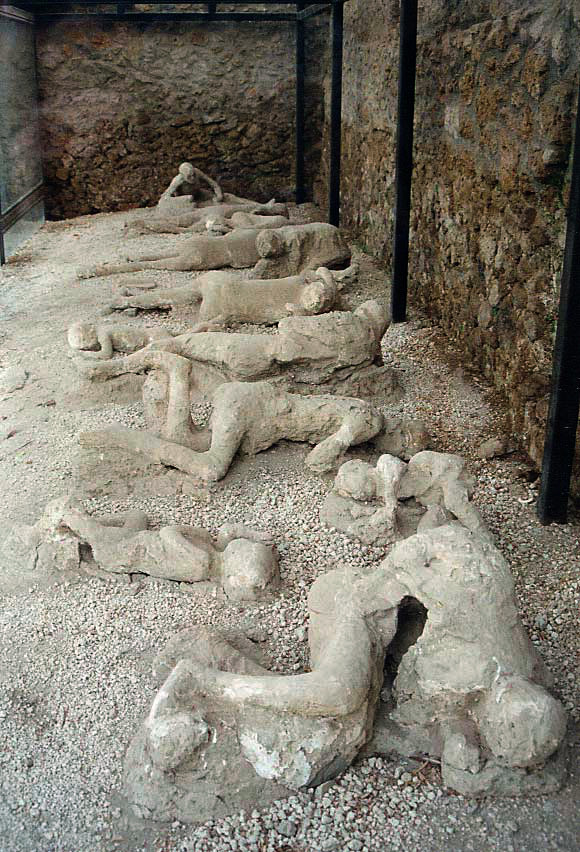
Consequências da erupção do Vesúvio: Jardim dos Fugitivos, Pompeia

Embora seu reinado ficasse livre de conflitos militares ou políticos, Tito teve de afrontar um grande número de desastres. A 24 de agosto de 79, apenas dois meses depois da sua ascensão ao trono, o monte Vesúvio entrou em erupção, causando a quase completa destruição das cidades do golfo de Nápoles. As cidades de Pompeia e Herculano foram sepultadas sob toneladas de pedra e lava causando a morte de um grande número de pessoas. Tito designou dois ex-cônsules para dirigir as tarefas de reconstrução e doou uma grande quantidade de dinheiro do tesouro imperial a fim de ajudar as vítimas do vulcão. O próprio Tito visitou Pompeia após a erupção e depois outra vez mais no ano seguinte.
Durante a segunda visita, um incêndio que durou três dias estourou em Roma. Embora o grau de destruição não fosse tão desastroso quanto o do grande incêndio do 64, Dião Cássio registrou uma longa lista de edifícios públicos danificados parcialmente ou consumidos totalmente pelo fogo. Entre eles, estavam o Panteão de Agripa, o Templo de Júpiter, o Diribitório, o Teatro de Pompeu e a Septa Júlia, entre outros. De novo, Tito pagou do seu bolso os danos ocasionados pelo fogo. Aparentemente houve uma praga durante o incêndio, embora se desconheça a natureza da doença e o número de falecidos.
Enquanto isso, a guerra continuara na Britânia, onde Cneu Júlio Agrícola se internou na Caledônia e dirigiu o estabelecimento de várias fortificações. Como consequência das suas ações, Tito foi aclamado imperator pela décima-quinta vez.
O seu reinado também sofreu a rebelião de Terêncio Máximo, um de vários "Neros" falsos que continuaram aparecendo ao longo dos anos 70. Embora Nero seja conhecido nomeadamente como um tirano, chegaram escritos que informam que foi enormemente popular nas províncias orientais durante o seu reinado.
Segundo Dião Cássio, Terêncio Máximo seria parecido com Nero na voz e no aspecto e, como ele, tocava a lira. Terêncio estabeleceu-se na Ásia Menor, mas pronto foi forçado a escapar para além do rio Eufrates, tomando refúgio entre os partas. Além disso, as fontes antigas declaram que Tito descobriu que o seu irmão Domiciano conspirava contra ele, mas recusou a opção de assassiná-lo ou desterrá-lo.

### Obras públicas

Anfiteatro Flaviano (Coliseu), Roma

A construção do Anfiteatro Flaviano, conhecido habitualmente como Coliseu de Roma, começou na década de 70 sob o reinado de Vespasiano e finalizou sob o reinado de Tito nos anos 80. Além das espetaculares dimensões, que ofereciam um grande entretenimento para a população romana, o Coliseu representava também os sucessos militares dos Flávios durante as guerras romano-judaicas. Os jogos inaugurais duraram 100 dias, e foram sumamente elaborados, incluindo combates de gladiadores, pelejas de animais selvagens, representações de batalhas navais (para as quais foi inundado o teatro), corridas de cavalos e de carros. Durante os jogos, passaram entre o público umas bolas de madeira, inscritas com vários prêmios com os que os ganhadores eram obsequiados.
Junto ao anfiteatro, dentro do recinto da Casa Dourada de Nero, Tito ordenara a construção de novos banhos públicos, que deviam levar o seu nome. A construção desse edifício terminou rapidamente para que coincidisse com a finalização das obras do Anfiteatro Flaviano.
A prática do culto imperial foi ressuscitada por Tito, embora aparentemente isso tenha encontrado algumas dificuldades, pois Vespasiano não foi deificado senão seis meses depois da sua morte. Para honra e glória da dinastia dos Flávios, começaram as obras do Templo de Vespasiano e Tito que finalizariam durante o governo de Domiciano.

### Morte
Ao finalizar os jogos, Tito dedicou oficialmente ao povo a construção do anfiteatro e dos banhos, o que foi seu último ato como imperador. Tito partiu para os territórios dos sabinos mas caiu enfermo e faleceu por causa de febres, aparentemente no mesmo imóvel que o seu pai. Segundo parece, as últimas palavras pronunciadas por Tito foram "somente cometi um erro". Tito governara o Império Romano durante dois anos, da morte do seu pai em 9 até a sua morte a 13 de setembro de 81. Foi sucedido por Domiciano, cujo primeiro ato foi deificar o seu irmão.
Os historiadores especularam muito sobre a morte de Tito e do erro ao qual se refere nas suas últimas palavras, Filóstrato defende que foi envenenado por Domiciano e que a sua morte fora prognosticada por Apolônio de Tiana. Suetônio e Dião Cássio sustêm que Tito faleceu de causas naturais, mas acusam Domiciano de abandonar o seu irmão enfermo e segundo Dião, o erro ao que Tito refere é o de não ter executado o seu irmão, mesmo sabendo de sua participação no complô contra ele.

## Historiografia

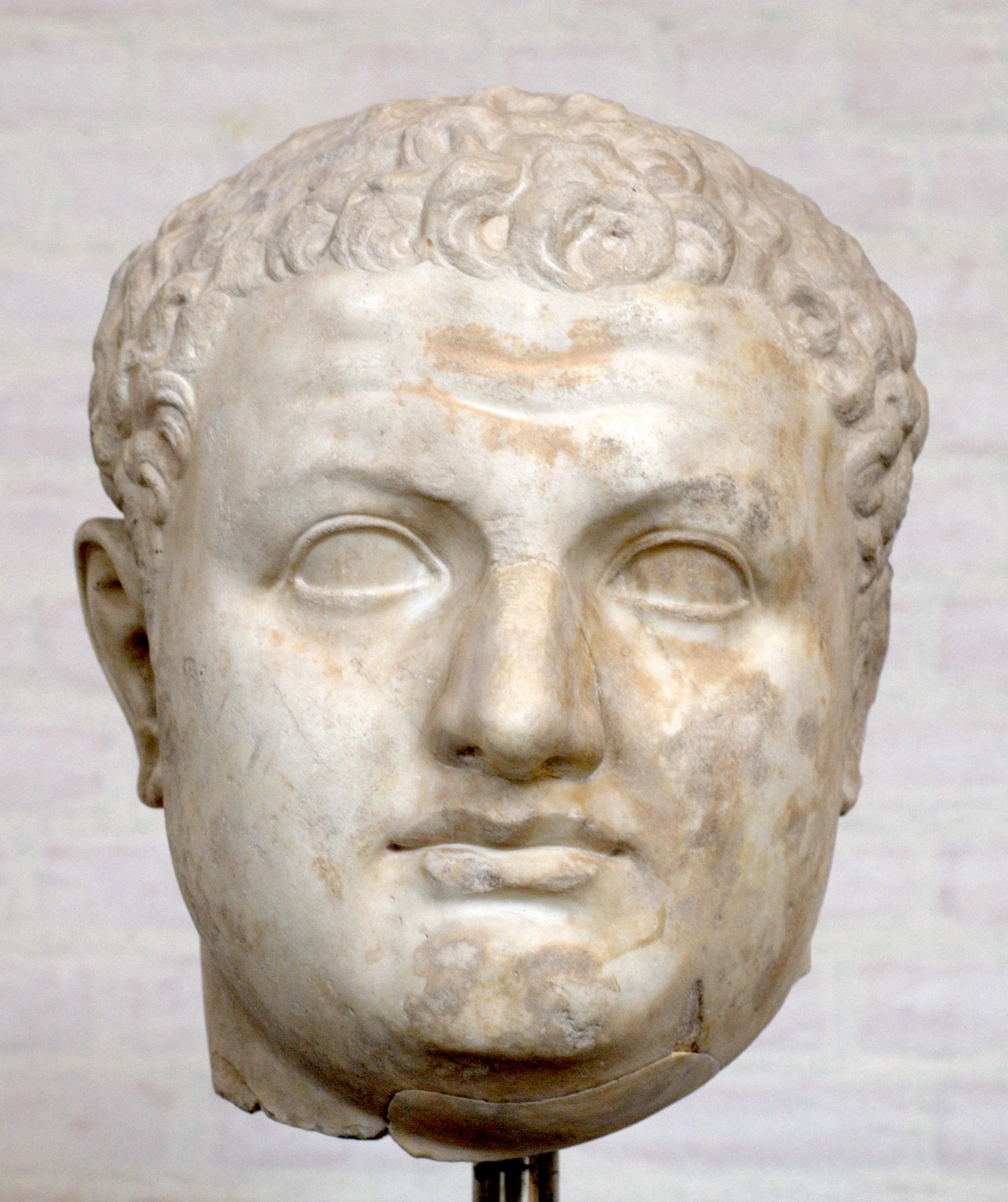
Busto de Tito, Gliptoteca de Munique

Os relatos sobre Tito escritos por historiadores antigos são mais favoráveis que sobre qualquer outro imperador. Os escritos que sobreviveram, a maioria de autores contemporâneos a Tito, oferecem uma visão extremadamente favorável para o imperador, sobretudo comparado com o tirânico governo do seu irmão Domiciano.
A obra de Flávio Josefo “A Guerra dos Judeus” oferece uma visão de primeira mão sobre o caráter de Tito durante a primeira guerra judaico-romana. Contudo a neutralidade do escrito de Josefo foi questionada, pois Josefo estava em dívida com o imperador. Quando Tito chegou a Roma em 71, Josefo acompanhava-o como parte do seu séquito, e depois o historiador receberia a cidadania romana e tomaria o nome e o prenome dos seus padroeiros. Josefo recebeu uma pensão anual e viveu em palácio. Sob o patrocínio do imperador, Josefo escreveu muitas das suas obras mais conhecidas. Na Guerra dos Judeus, Josefo inclina-se contra os líderes da rebelião, apresentando o levantamento como uma operação mal organizada e culpando os judeus de causar a guerra.
Outro contemporâneo de Tito, Públio Cornélio Tácito, que começou a sua carreira pública em 80 ou 81 e que deve a sua ascensão à dinastia Flávia, oferece uma visão sobre o imperador Tito. As suas Histórias foram escritas neste período, e publicadas durante o reinado de Trajano. Porém, os cinco primeiros livros deste texto, que abrangem os reinados de Tito e Domiciano não foram preservados.
Suetônio oferece um relato curto mas muito favorável sobre o reinado de Tito na sua obra “Vidas dos Doze Césares”. O autor ressalta os seus sucessos militares e a sua generosidade; assim, a sua descrição de Tito diz:
| “ | Tito, chamado do mesmo jeito que o seu pai, foi querido por todo o povo romano, coisa muito difícil. Era tão superior que era um prazer para a raça humana, foram estas características o que lhe fizeram ganhar o afeto da população. | ” |

Outro autor, Dião Cássio, escreveu a sua “História romana” cerca de 100 anos depois da morte de Tito. Cássio tem uma visão muito similar à de Suetônio, e é muito provável que utilizara a esse como a sua fonte principal:
| “ | O fato de as fontes falarem muito bem dele é devido a que esteve pouco tempo no trono, e não teve oportunidade de fazer o mal. Desde a data em que o nomearam imperador transcorreram somente dois anos, dois meses e vinte e nove dias - além dos 29 anos, cinco meses e 25 dias que vivera até então. Certamente, por isso é acreditado que igualou o longo reinado de Augusto, pois Augusto nunca teria sido amado caso vivesse menos, nem Tito caso vivesse mais. Augusto, embora se mostrasse irascível pelas guerras e outros contratempos, foi muito capaz, com o tempo, de conseguir uma brilhante reputação pelos seus generosos atos; Tito, pelo contrário, governou com temperança e faleceu no apogeu da sua glória. Se tivesse vivido muito mais, ficaria demonstrado que deve mais a sua fama atual à boa sorte do que aos seus próprios méritos. | ” |